# جون ستيفنسون (سياسي كندي)
جون ستيفنسون (بالإنجليزية: John Stevenson)‏ هو سياسي كندي، ولد في 11 مايو 1873، وتوفي في 21 سبتمبر 1956. حزبياً، نشط في الحزب الليبرالي الكندي. وقد انتخب عضو المجلس التشريعي من ساسكاتشوان وانتخب عضو مجلس الشيوخ الكندي.